# Gare d'Aire-sur-la-Lys
Ne doit pas être confondu avec Gare d'Aire-sur-l'Adour.
La gare d'Aire-sur-la-Lys est une ancienne gare ferroviaire française de la ligne d'Armentières à Arques, située sur le territoire de la commune d'Aire-sur-la-Lys, dans le département du Pas-de-Calais, en région Hauts-de-France.
Elle est mise en service en 1878. Elle a été fermée en 1990 par la Société nationale des chemins de fer français (SNCF).

## Situation ferroviaire

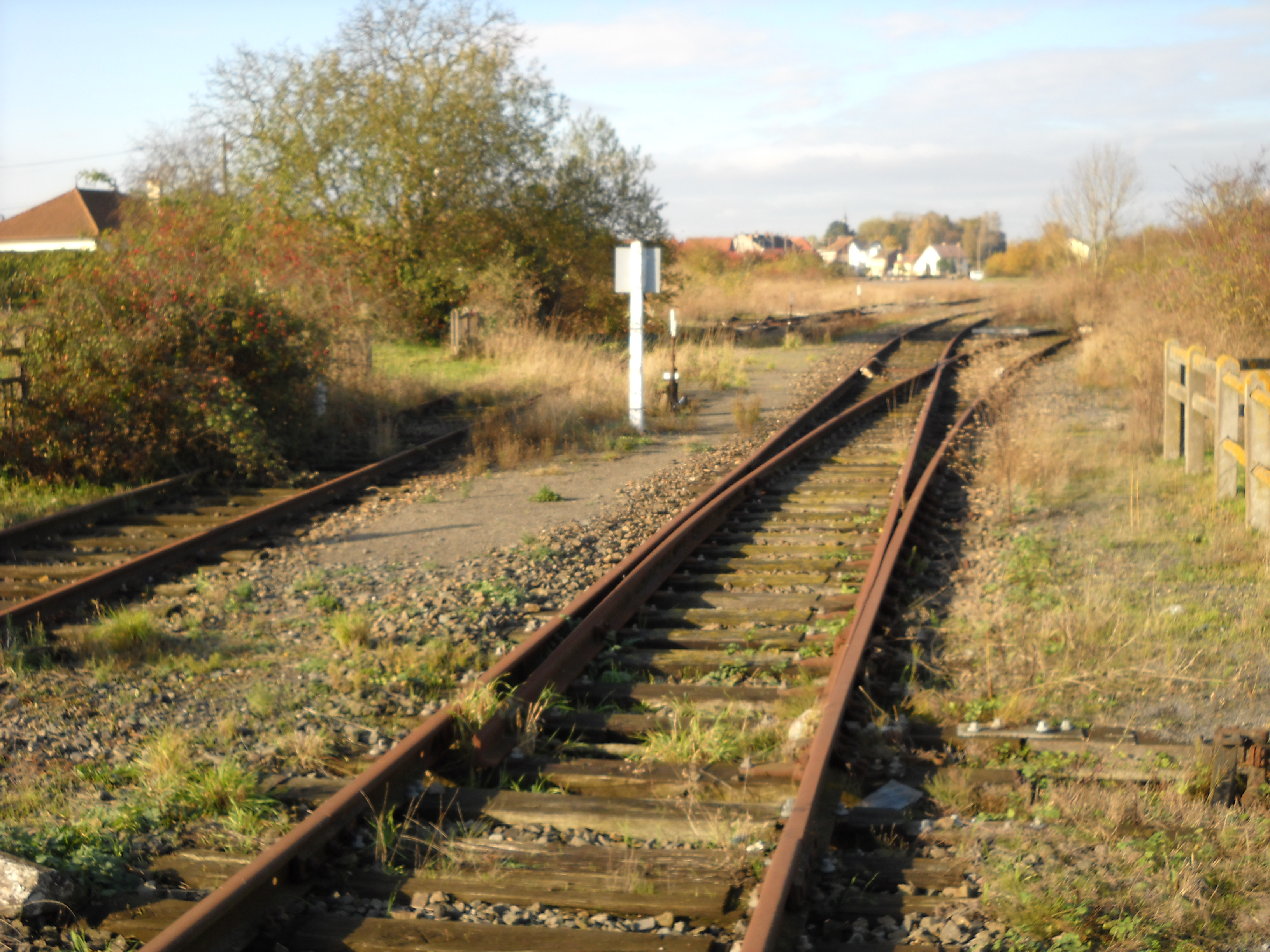
Vue de l'ancien faisceau de voies de la gare, en novembre 2009.

Établie à 23 mètres d'altitude, la gare d'Aire-sur-la-Lys est située au point kilométrique (PK) 60,044 de la ligne d'Armentières à Arques (à voie unique), entre les gares fermées de La Lacque et de la ballastière d'Aire-sur-la-Lys. Elle marque la fin de la section déclassée depuis la gare d'Isbergues.
Elle fut également l'origine — au PK 0,000 — de la ligne d'Aire-sur-la-Lys à Berck-Plage (à voie unique et métrique), la gare suivante étant celle (fermée) de Moulin-le-Comte.

## Histoire

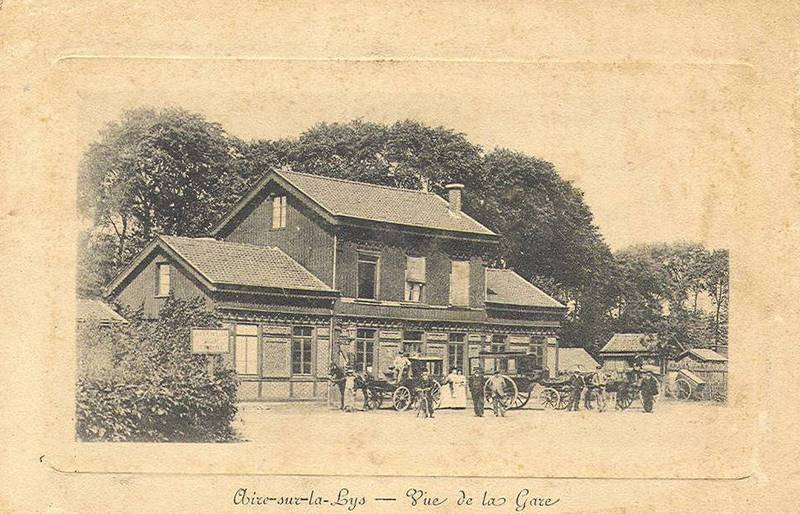
La gare, vers 1910.

La gare d'Aire-sur-la-Lys est mise en service en 1878.
Elle est intégrée dans le réseau de la SNCF le 1er janvier 1938. Cette dernière a officiellement fermé la section de ligne concernée au trafic voyageurs en 1955.
En parallèle, la gare est l'origine de la ligne secondaire d'Aire-sur-la-Lys à Berck-Plage — exploitée par la Compagnie générale de voies ferrées d'intérêt local à partir de 1919 —, dont la section d'Aire-sur-la-Lys à Fruges est mise en service le 1er juin 1893, puis fermée en 1954.
En 1960, Aire-sur-la-Lys disposait d'une voie de passage, ainsi que de voies de service desservant trois embranchements particuliers. Le service de fret a cessé en 1990.
En 2012, un projet de réouverture de l'emprise de la ligne en tant qu'infrastructure de tramway, de tram-train ou de bus à haut niveau de service — reliant Saint-Omer à Isbergues — est évoqué, avec la création d'un arrêt situé près de la gare. Ce projet est préconisé par le schéma de cohérence territoriale du Pays de Saint-Omer.

## Patrimoine ferroviaire
L'ancien bâtiment voyageurs est toujours présent sur le site, mais ne sert plus à la SNCF. Après reconversion, il est utilisé par une société d'ambulance,.

## Service des voyageurs
Aire-sur-la-Lys est, de fait, fermée à tout trafic ferroviaire.
Néanmoins, la ligne 906 du réseau d'autocars « Arc-en-Ciel 1 » dessert la ville ; elle permet d'atteindre la gare d'Hazebrouck.